# Charles-Alexandre Fessy
Charles-Alexandre Fessy (18. oktober 1804 i Paris – 30. november 1856 sammesteds; også Alexandre-Charles Fessy) var en fransk organist.

## Biografi
Fessy studerede fra 1813 på Conservatoire de Paris og vandt som orgelstuderende hos François Benoist i 1826 førsteprisen i faget orgel. Han blev derefter førsteorganist ved Madeleinekirken. I 1847 afløste han Lefébure-Wely ved Église Saint-Roch, og Lefébure-Wely overtog stillingen ved Madeleinekirken. Fessy var organist ved Saint-Roch indtil sin død.
Mellem 1830 og 1840 dirigerede Fessy Concerts Valentino, Concerts Viviennes og andre koncertrækker. Derudover var Fessy dirigent ved Garde nationale. Han rådede over en omfattende viden om messingblæsere og forfattede en skole for saxhorn. Som orgelkomponist befandt han sig i den efterklassiske franske tradition.

## Værker
- Guide de l'organiste, 1839
- Office complet de l'année, 1844
- Service divin, 1854
- Répertoire de l'organiste, 1856